# Millennium-Express
| Millennium-Express I                          | Millennium-Express I               |
| --------------------------------------------- | ---------------------------------- |
| Standort:                                     | Hermagor, Österreich               |
| Bauart:                                       | Einseilumlaufbahn                  |
| Baujahr:                                      | 1999                               |
| Berg:                                         | Gmanberg                           |
| Talstation:                                   | Tröpolach, 614 m                   |
| Höhendifferenz:                               | 406 m                              |
| Bergstation:                                  | Gmanberg, 1020 m                   |
| Streckenlänge:                                | 1630 m                             |
| Fahrdauer:                                    | 4,5 min                            |
| Anzahl der Gondeln:                           | 158 Stk.                           |
| Anzahl der Stützen:                           | 11 Stk.                            |
| Kapazität:                                    | 15 Pers./Gondel, 3600 Pers./Stunde |
| Hersteller:                                   | Doppelmayr                         |
| Betreiber:                                    | Bergbahnen Nassfeld Pramollo AG    |
| Website:                                      | www.nassfeld.at                    |
| Millennium-Express II                         |                                    |
| Standort:                                     | Hermagor, Österreich               |
| Bauart:                                       | Einseilumlaufbahn                  |
| Baujahr:                                      | 1999                               |
| Berg:                                         | Gmanberg-Madritsche                |
| Talstation:                                   | Gmanberg, 1020 m                   |
| Höhendifferenz:                               | 565 m                              |
| Bergstation:                                  | Tressdorfer Alm, 1585 m            |
| Streckenlänge:                                | 2772 m                             |
| Fahrdauer:                                    | 7,7 min                            |
| Anzahl der Gondeln:                           | 158 Stk.                           |
| Anzahl der Stützen:                           | 17 Stk.                            |
| Kapazität:                                    | 15 Pers./Gondel, 3600 Pers./Stunde |
| Hersteller:                                   | Doppelmayr                         |
| Betreiber:                                    | Bergbahnen Nassfeld Pramollo AG    |
| Website:                                      | www.nassfeld.at                    |
| Millennium-Express III                        |                                    |
| Station Tressdorfer Alm, Blickrichtung Norden |                                    |
| Standort:                                     | Hermagor, Österreich               |
| Bauart:                                       | Einseilumlaufbahn                  |
| Baujahr:                                      | 2000                               |
| Berg:                                         | Madritsche                         |
| Talstation:                                   | Tressdorfer Alm, 1592 m            |
| Höhendifferenz:                               | 315 m                              |
| Bergstation:                                  | Skiplatz Madritsche, 1907 m        |
| Streckenlänge:                                | 1599 m                             |
| Fahrdauer:                                    | 4,4 min                            |
| Anzahl der Gondeln:                           | 158 Stk.                           |
| Anzahl der Stützen:                           | 11 Stk.                            |
| Kapazität:                                    | 15 Pers./Gondel, 3600 Pers./Stunde |
| Hersteller:                                   | Doppelmayr                         |
| Betreiber:                                    | Bergbahnen Nassfeld Pramollo AG    |
| Website:                                      | www.nassfeld.at                    |

Der Millennium-Express ist eine kuppelbare Kabinenseilbahn, die seit dem Winter 1999/2000 das Gailtal mit dem Nassfeld verbindet und in drei Sektionen von Tröpolach in 17 Minuten mitten in das Skigebiet Nassfeld führt. Mit einer Gesamtlänge von 6.001 m ist sie die längste Seilbahn in Österreich und die zweitlängste Seilbahn der Alpen. Vor dem Bau der Bahn konnte das Schigebiet nur mit dem Auto über die Passstraße erreicht werden. Geplant ist auch seit mehreren Jahren eine ähnliche Zubringerseilbahn, die auf der italienischen Seite von Pontebba auf den Berg führt. 2017 wurden die Planungen jedoch erstmal eingestellt.

## Technik
Die Kabinen der Bahn fassen wie ihre Schwesterbahnen (Trogkofelbahn und Zweikofelbahn) bis zu 15 Personen und werden in den zwei Zwischenstationen automatisch von einem Seil auf das nächste umgekuppelt. Damit ist eine durchgehende Fahrt bis zur Gipfelstation ohne Umsteigen möglich. Die Sektionen können aber auch getrennt betrieben werden. Damit ist dann zum Beispiel bei gesperrter Talabfahrt eine Anpassung an ungleichmäßige Auslastung möglich. Im Prinzip handelt es sich also um drei hintereinander errichtete Seilbahnen, auf denen die Gondeln weitergereicht werden können. In jeder Zwischenstation öffnen sich die Türen, sodass zu- und ausgestiegen werden kann. Der Antrieb befindet sich bei allen drei Sektionen jeweils in der Bergstation. Die Garagierung erfolgt in der Talstation Tröpolach und in der zweiten Zwischenstation Tressdorfer Alm. Die Kabinen spiegeln das Bild des Nassfeldes. Die Bahn war zum Zeitpunkt der Eröffnung die kapazitätsstärkste Seilbahn der Welt.
Aufgrund der umfangreichen Technik ist der Millennium-Express nicht nur für Touristen, sondern auch für Seilbahnliebhaber lohnenswert.

## Betrieb

### Betriebszeiten
Der Millennium-Express ist im Sommer meist von Anfang Juni bis Mitte September in Betrieb, im Winter von Anfang Dezember bis Anfang April. In der Zwischensaison werden die Revisionsarbeiten der Seilbahn erledigt.

### Sanierungen und Modernisierungen
Im Jahr 2004 hat der Millennium-Express 50 Kabinen als Kapazitätssteigerung zu den damals bestehenden 108 Kabinen bekommen. Im Inneren der Kabine merkt man kleine Änderungen.
Aufgrund von Hangbewegungen wurde der Seilbahn-Betrieb im Sommer 2023 bereits Anfang September eingestellt. Bis zum Start der Wintersaison 2023/24 wurden die Stützen 14, 15 und 16 im Abschnitt zwischen den Stationen Gmanberg und Tressdorfer Alm nahe des Rudniggrabens saniert und mit Ankerkonsolen ausgestattet, um bei künftigen Hangbewegungen Bauarbeiten leichter und in größerem Umfang durchnehmen zu können.

## Strecke

### Millennium-Express I
Die erste Sektion führt von Tröpolach auf den Gmanberg. Die Station am Gmanberg befindet sich oberhalb des Feriendorfes Schlanitzen, das eine Ortschaft von Hermagor ist. Von dort ist eine Abfahrt ins Tal möglich. Die darunterliegende Piste wird auch für den Nachtschilauf genutzt.

### Millennium-Express II
Die zweite Sektion überquert den Rudniggraben mit einer 67 Meter hohen Stütze und führt ins Schizentrum auf der Tressdorfer Alm. Da dieser Abschnitt nicht direkt mit Schiern befahren werden kann, wird die Sektion auch für die Heimfahrt am Abend intensiv genutzt. Im Gebäude der Station sind ein Depot für die 102 Gondeln der Seilbahn sowie die Schischule, ein Sportartikelgeschäft mit Schidepot, Sanitäranlagen und ein Restaurant untergebracht. Die Tressdorfer Alm ist über die Nassfeld Straße mit dem Auto erreichbar.

### Millennium-Express III
Die dritte Sektion ist jener Teil, der tagsüber für den Schibetrieb hauptsächlich verwendet wird. Auf diesem Abschnitt gibt es im Winter kaum Talfahrten. Im Sommer ist dieser Abschnitt aufgrund der Sommerrodelbahn Pendolino gut ausgelastet, da ein Teil der Gondeln die Rodelschlitten vom Ziel an der Tressdorfer Alm auf die Madritsche zurücktransportiert. Kurz vor der Bergstation überquert der Millennium-Express die Tröglbahn, die schräg unterhalb der Strecke ihren Endpunkt hat und Ende 2024 durch einen Neubau ersetzt wurde. Die Bergstation auf der Madritsche liegt am Kofelplatz, wo auch die Madritschen-Sesselbahn und die Mössernbahn enden.

## Zwischenfälle
Im Februar 2023 kam es zu einem technischen Problem in einem Schaltkasten. Der Seilbahnbetreib kam auf allen drei Sektionen vollständig zum Erliegen, 160 Passagiere saßen 78 Minuten in den Gondeln fest.